# 中華筆螺
中華筆螺（学名：Pterygia sinensis），又名寺町芋筆螺或寺町芋筆貝，是新腹足目笔螺科芋笔螺属的一种微小貝。其种加词“sinensis”意为“中华的”。

## 型態特徵
殼長約40 mm。

## 分佈
本物種分佈於西太平洋的日本（紀伊半島以南）、台灣（台南、小琉球及澎湖）及中国大陆。常栖息在30-300m深的砂底。